# Fabas, Ariège

Fabas este o comună în departamentul Ariège din sudul Franței. În 1 ianuarie 2022 avea o populație de 353 de locuitori.